# Stazione di Rushbrooke
La stazione di Rushbrooke  è una fermata ferroviaria della linea Glounthaune-Cobh ubicata presso Rushbrooke nella contea di Cork in Irlanda.

## Storia
La stazione fu aperta il 10 marzo 1862 assieme alla linea proveniente da Gounthaune.
Fu chiusa al trasporto di merci il 2 dicembre 1974.

## Strutture ed impianti
Il piazzale è formato dai due binari di corsa della linea ferroviaria.

## Movimento
L'impianto è servito dalla linea Cork Kent – Cobh del servizio ferroviario suburbano di Cork.

## Servizi
- Servizi igienici